# Meynes
Meynes es una comuna francesa situada en el departamento de Gard, en la región de Occitania.

## Demografía
| 897 | 1045 | 1210 | 1329 | 1807 | 2084 | 2572 |
| Para los censos de 1962 a 1999 la población legal corresponde a la población sin duplicidades (Fuente: INSEE [Consultar]) |      |      |      |      |      |      |